# 長谷部剛
長谷部 剛（はせべ つよし、1957年（昭和32年）8月22日 - ）は、日本の実業家。日本経済新聞社代表取締役社長。

## 来歴
青森県八戸市出身。青森県立八戸高等学校を経て1980年に早稲田大学政治経済学部卒業後、日本経済新聞社入社。
2012年に常務、2015年に専務、2020年に副社長に、それぞれ就任。
2021年に社長に就任。